# Anjozorobe
Anjozorobe é uma cidade de Madagascar, pertencente à região de Analamanga, aproximadamente noventa quilômetros ao nordeste da capital Antananarivo. Sua população, segundo o censo de 2005, era de 20 000 habitantes.

## Pessoas notórias
- Philibert Randriambololona [fr], bispo